# Saraswati

Obraz Saraswati autorstwa Raja Ravi Varma

Saraswati (sanskryt: सरस्वती) – jest jedną z trzech najważniejszych bogiń w świecie hinduizmu; imiona pozostałych to Lakszmi i Parwati – tworzą one „trójpostaciowość” bogiń (Tridewi), stanowiąc niejako odpowiedź na męską Trimurti, złożoną z Brahmy, Wisznu i Sziwy. Według mitologii indyjskiej małżonka Boga-demiurga Brahmy. Uważana za wcielenie wiedzy; bogini prawdy, mądrości i przebaczenia, patronka nauk, sztuk pięknych, muzyki oraz (pierwotnie) rzek. Miała przemieszczać się po wodzie na grzbiecie łabędzia. Innym zwierzęciem utożsamianym z Saraswati jest jeden z symboli Indii – paw. Jej imieniem nazwano wyschniętą obecnie rzekę w stanie Gujarat.

## Ikonografia
Indyjska bogini mądrości przedstawiana jest często jako piękna kobieta o gładkiej cerze w śnieżnobiałych szatach, siedząca na asanie lotosu bądź na łabędziu. Z tego powodu utożsamiana jest dość powszechnie z bielą; rzadziej spotykane skojarzenia z żółcią wiążą się z barwą kwiatów kapusty, rosnących obficie podczas wiosennego festiwalu bogini. Cztery ramiona, pojawiające się najczęściej na wizerunkach Saraswati symbolizują cztery aspekty osobowości ludzkiej: umysł, intelekt, czujność i ego. W jej dłoniach znajdują się z kolei przedmioty:
- Wedy, reprezentujące wiedzę;
- Rodzaj różańca z pereł typu Japa Mala, zdradzający upodobanie do medytacji;
- Dzban z wodą, symbolizujący odwieczne związki bogini z rzeką;
- Vina, typ lutni uważany za narodowy instrument muzyczny Indii, przypominający o zamiłowaniu do muzyki.

W przeciwieństwie do Lakszmi na przedstawieniach Saraswati znaleźć można złoto i biżuterię; pomimo tego zachowują one dość daleko idącą skromność. W pobliżu stóp bogini pojawia się zazwyczaj łabędź zwany Hamsa albo paw reprezentujący również takie przymioty, jak duma i arogancja. Ptak ten występuje czasem jako swoisty wierzchowiec bóstwa. W tle niemal zawsze pojawia się rzeka lub jezioro – początkowo Saraswati miała bowiem patronować żywiołowi wody.

## Formy kultowe

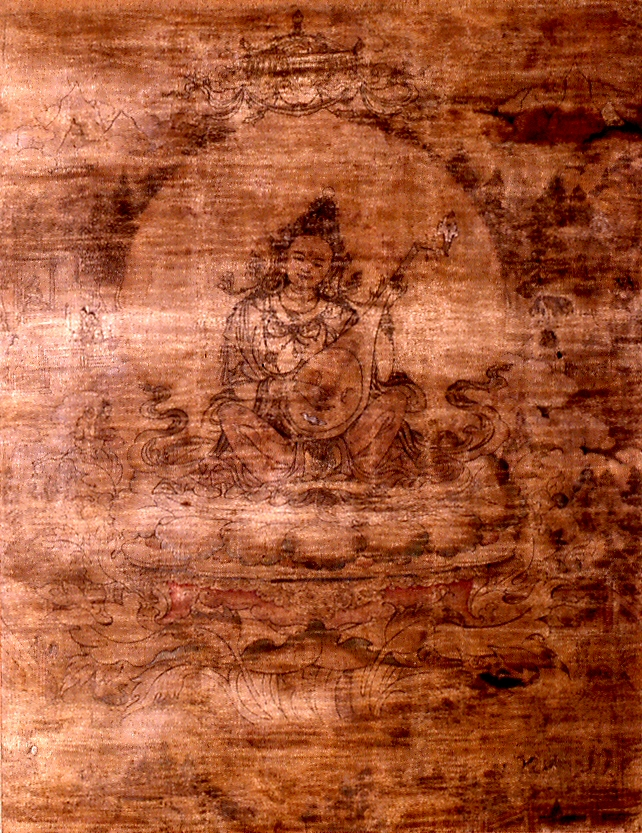
Saraswati, piętnastowieczne malowidło na chińskim jedwabiu, w zbiorach Walters Art Museum.

Saraswati oznacza w sanskrycie „Bogini rzek”, od rzeczownika saras „potok górski”.

### Wać
Jej imię Wać znaczy „Mowa”. Pokrewne jemu są kolejne jej imiona:
- Wagiśwari –  o znaczeniu „Pani mowy”[1]
- Śabdawasini – o znaczeniu „Zamieszkująca słowo”[1]

### Inne imiona
- Shonapunya – „Oczyszczona z krwi”
- Śatapura – „Mająca sto postaci”[1]
- Śarada

## Kult

### Święta
- Najważniejszym wydarzeniem związanym z kultem Saraswati jest obchodzone dwa razy w roku święto Nawaratri (dosłownie „Dziewięć Nocy"), które według hinduskiego kalendarza przypada na środek marca i początek października. Bogini poświęcone są trzy ostatnie dni festiwalu, począwszy od mahalaja amawasja (dosł. Nowy Dzień Księżycowy). O świcie dnia dziewiątego jej posąg obdarowywany jest tysiącami instrumentów muzycznych i książek; ceremonia ta odbywa się przy chóralnym śpiewie zgromadzonych wokół ludzi.
- Pudźe ku czci Saraswati mają ogromne znaczenie regionalne i odbywają się cyklicznie na południu subkontynentu.
- Innym świętem związanym z boginią jest styczniowe Wasant Panćami.

## Recepcja w pismach hinduistycznych
Bogini ta wielokrotnie wspominana jest w Rygwedzie i Puranach. Występuje w nich jako skromna postać o szlachetnych przymiotach, ucząca czytelnika przewagi piękna ducha nad pięknem pozornym i zewnętrznym. Saraswati poświęcony jest hymn Rygwedy (X 125).

## Recepcja w nurtach hinduistycznych
W filozofii Wedanty to uosobienie żeńskiej witalności i aspekt wiedzy w energii Śakti. Przedstawiciele tej szkoły uważają za swój obowiązek oddawanie czci Saraswati; w przeciwnym wypadku nie są w stanie dostąpić Mokszy, czyli zaprzestania przyjmowania kolejnych wcieleń po śmierci.

## Recepcja w nurtach buddyjskich i shintō

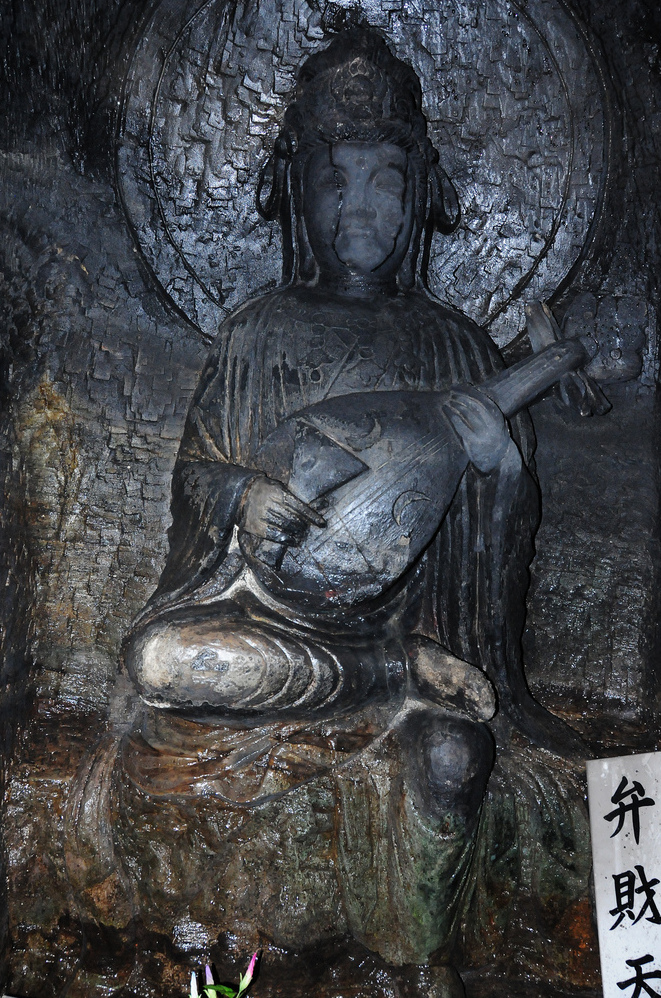
Benzaiten – japońska wersja Saraswati

- Kult Saraswati, podobnie jak wiele innych elementów hinduizmu dość szybko przedostał się do nauk buddyjskich, a poprzez chińskie tłumaczenie Sutry złotej wspaniałości (w której bogini poświęcony jest cały rozdział) zaistniał również w Państwie Środka. Saraswati dotarła nawet do Japonii, gdzie jej odpowiedniczkę stanowi sintoistyczne bóstwo Benzaiten.

## Tematy powiązane
- Saraswati stanowi także w Indiach popularne imię żeńskie. Uważa się, że nazwanym tak dzieciom towarzyszyło będzie wielkie szczęście w zdobywaniu wiedzy.